# Megachile breviceps
Megachile breviceps är en biart som beskrevs av Heinrich Friese 1898. Megachile breviceps ingår i släktet tapetserarbin, och familjen buksamlarbin. Inga underarter finns listade i Catalogue of Life.